# 瀋河区
瀋河区（しんが-く）は中華人民共和国遼寧省瀋陽市に位置する市轄区。瀋陽市の中心部に位置し、瀋陽市の政治、商業貿易、金融、文化の中心。

## 歴史
1938年（民国27年）1月1日、現在の区域に瀋陽区が設置される。1948年（民国37年）11月20日に瀋陽区と渾河区が合併し瀋河区が設置される。

## 行政区画
11街道弁事処を管轄する。
- 街道弁事所：皇城街道、浜河街道、万蓮街道、朱剪炉街道、北站街道、風雨壇街道、五里河街道、南塔街道、泉園街道、馬官橋街道、東陵街道

## 交通

### 鉄道
- 中国国家鉄路集団
  - 瀋陽北駅
- 瀋陽地下鉄
  - 1号線
  - 2号線
  - 4号線
  - 10号線

### 道路
- 高速道路
  -  瀋陽環状高速道路

## 観光
- 瀋陽故宮
- 瀋陽南関天主教堂
- 張氏帥府